# 安政大獄
安政大獄（日语：安政の大獄）是日本江戶時代後期（幕末時期），安政五年（1858年）到翌年發生的政治事件。在日本面對西方國家開國壓力與幕府繼承人爭論之際，井伊直弼就職為德川幕府的大老，與老中間部詮勝等人在未得天皇敕許下簽訂《日美修好通商條約》等五國條約，也私自決定以德川家茂繼承幕府將軍的職務。這些行為都是對天皇權威的挑戰，也引起了朝野人士的不滿。
為此，孝明天皇給地方藩主發出了要鏟除井伊直弼的《戊午密敕》，安政大獄的目的就是鏟除響應密敕者，和清除對井伊執政不滿的人。鎮壓對象是尊王攘夷派和一橋派的大名、公卿、志士等，牽連者達到100人以上。

## 背景

### 幕府繼承人爭議與對外條約
嘉永六年（1853年），12代將軍德川家慶死去，於是德川家定就任第13代征夷大將軍一職，不過，因爲家定身體虛弱的緣故，下任將軍的繼嗣人選因而成為政局爭議問題。支持前水戶藩主德川齊昭的兒子一橋慶喜（德川慶喜），還有期盼跟諸藩建立協調體制的一橋派，和重視德川將軍家血統、希望推舉與德川家定血緣較近的紀州藩主德川慶福（德川家茂）並且政治路線保守的南紀派，兩派之間發生激烈的衝突與對立。
江戶時代後期，外國船隻相繼東來訪問日本。中國在鴉片戰爭中的慘敗，令日本對外的危機意識高漲，幕閣就海防問題進行議論。老中阿部正弘領導幕府進行幕政改革，在安政元年（1854年）使之與美國簽訂《日美親善條約》，又與俄羅斯簽訂《日俄和親通好條約》。
安政五年（1858年），日本受到美國總領事哈里斯要求締結通商條約的壓力。老中堀田正睦原本打算藉朝廷的權威來解決兩派的爭執，但由於在京都也有梅田雲浜等尊王攘夷派人士對朝廷與各界的宣傳、游說活動，因而幕府想與美國締結條約一事沒有辦法得到孝明天皇的敕許。

### 井伊直弼執政
安政五年（1858年）4月，南紀派的井伊直弼就任大老，井伊斷然決定在未得天皇敕許的狀況下，和美國、俄國、英國、法國和荷蘭締結條約，即《安政五國條約》，以解決外國對日本通商權利要求的問題。
幕府繼承人問題方面，井伊直弼以南紀派的意志，指定德川慶福為將軍家定的繼承人。
無視天皇締約，和觸及幕府繼承人問題的井伊直弼在執政上惹來各方反對，一橋派和南紀派的大戰一觸即發。

## 事件經過

### 一橋派藩主抗爭
水戶前藩主德川齊昭（齊昭已經退位，但他實質上是藩政的控制者）、水戶藩主德川慶篤（齊昭之子，不過實權掌握在父親手上）、尾張藩主德川慶勝和福井藩主松平慶永等人都是一橋派成員。他們聯合起來，以質疑井伊直弼「違敕（未得敕許）簽約」一事對天皇大不敬為理由，在非規定的進城日前往將軍居城質問井伊。事後，井伊以「不時登城（未依規定時間擅自進入將軍居城）」為由，處以他們隱居（退休）、謹慎（軟禁在家）等處罰。 
薩摩藩主島津齊彬，為了反制井伊的決定，雖然也有「率領藩兵五千人到京都，請朝廷直接任命慶喜為將軍」的計畫，但因其於同年7月猝死，而使得出兵計畫中止。齊彬死後，蕯摩藩的實權者為在繼承權紛爭中與齊彬對立，而遭判隱居的島津齊興。

### 戊午密敕與搜捕
孝明天皇对于直弼所作所为十分不满、偷偷给水戶藩发了《戊午密敕》、呼吁铲除无视武家秩序的直弼。对于朝廷前所未闻的政治干涉，造成幕府和朝廷的关系僵化、直弼要求水戶藩交出密敕、同时派遣间部诠胜上京、调查密敕有关的人物。
1859年8月，天皇對水戶藩等下達的《戊午密敕》被搜出，而在大約同一時間，朝廷中就政策與幕府持相同立場的關白九條尚忠遭到撤職。因爲這些不利於幕府的情事陸續發生，在9月老中間部詮勝、京都所司代酒井忠義等人前往京都，逮捕梅田雲濱、近藤茂左衛門等人的激烈鎮壓行動開始。 
在京都被捕的志士們遣送江戶，在江戶的傳馬町接受審訊後，處以切腹或死刑等酷刑。也有在江戶就逮，甚至從藩地逮捕的也有。幕閣之中川路聖謨和岩瀨忠震等非門閥出身的開明派幕臣也有遭處謹慎（軟禁在家反省）等處罰的。當時一般認為，排斥從寬處理的主張而採用嚴刑處罰的政策的是大老井伊直弼。

## 事件結束

### 井伊直弼遇刺
雖然井伊直弼以此次大獄取得天皇要誅滅自己的《戊午密敕》，在政治上的反抗也因此而消除，但之後卻遭到了暗殺。在搜出密敕的半年後即安政七年三月三日（1860年3月24日），井伊直弼於櫻田門外（今東京都千代田區的警視廳正對面）被水戶藩浪人暗殺，史稱櫻田門外之變，享年45岁。隨著井伊直弼的死亡，安政大獄的鎮壓行動也逐漸結束了，死后家督由次子井伊直憲继任。

### 一橋派的復盛
文久二年（1862年）5月，根據天皇的敕命，由一橋慶喜擔任將軍後見（將軍的輔佐人、監護人）、松平春嶽擔任政事總裁。

### 一橋派對大獄的善後
慶喜與春嶽以井伊直弼實行的安政大獄過於專斷為由，作出下列善後處置：
1. 削減井伊家10万石封地作為追罰
2. 處罰這次鎮壓行動中的審訊者
3. 釋放因為這次大獄而處以幽閉者
4. 以慶祝皇女和宮下嫁將軍家為名義，大赦因牽涉櫻田門外之變和坂下門外之變遭鎮壓而遇難的尊皇攘夷運動人士

## 結果與影響
幕閣中一橋派的勢力復活，進行文久改革，將軍家茂和皇女和宮亲子内亲王的婚禮象徵政治朝向公武合體路線發展。
一般認為，安政大獄是由於幕府「規範意識低落（依少數人恣意獨斷獨行，沒有依制度處理的能力）」和「人材的缺乏」所導致的，而尊攘活動於此次事件中被殘酷鎮壓後，也激化成為反幕派，此爲幕府滅亡的遠因。如薩摩藩主島津齊彬在安政大獄之前上洛不成，其弟島津久光在掌握藩政大權後，成為倒幕派帶兵上洛。

## 受刑者
死刑、獄死
- 吉田松陰：長州毛利大膳大夫家臣
- 橋本左内：越前松平慶永家臣
- 頼三樹三郎：：京都町儒者
- 安島帶刀：水戶藩家老
- 鵜飼吉左衛門：水戶藩家臣
- 鵜飼幸吉：水戶藩家臣
- 茅根伊豫之介：水戶藩士
- 梅田雲濱：小濱藩士、獄死
- 飯泉喜内：土浦藩士・三条家家來

隐居、謹慎
- 一橋慶喜：一橋徳川家当主
- 德川慶篤：水戶藩主
- 德川慶勝：尾張藩主
- 松平春嶽：福井藩主
- 伊達宗城：宇和島藩主
- 山内容堂：土佐藩主
- 堀田正睦：佐倉藩主
- 太田資始：掛川藩主
- 川路聖謨：江戶城西丸留守居
- 大久保忠寛：江戶城西丸留守居
- 中山信宝：水戶藩家老
- 松平忠固：上田藩主

永蟄居
- 德川齊昭：前水戶藩主
- 岩瀬忠震：作事奉行
- 永井尚志：軍艦奉行

流放遠島
- 鮎澤伊太夫：：水戶藩士
- 小林良典：鷹司家家臣
- 六物空満：大覺寺門跡家士、獄死
- 日下部裕之進：薩摩藩士之子、獄死
- 勝野森之助：：旗本家来之子
- 茅根熊太郎：：茅根伊予之介之子

重追放
- 吉見左膳：宇和島藩家老、伊能友鴎に改名

中追放
- 池内大学：儒者
- 近藤茂左衛門：信濃国松本町大名主（逮捕者第1号）

押籠
- 津崎矩子：近衛家家臣
- 飯田忠彦：有栖川宮家家臣

逮捕前死亡
- 梁川星巌：漢詩人
- 月照：僧侶
- 山本貞一郎：：浪人

公卿的處分
- 久邇宮朝彥親王：隐居・慎・永蟄居
- 一条忠香：内大臣、慎十日
- 近衛忠煕：左大臣、辞官・落飾
- 鷹司輔煕：右大臣、辞官・落飾・慎
- 鷹司政通：前關白、隐居・落飾・慎
- 三条實萬：前内大臣、隐居・落飾・慎
- 二条齊敬：權大納言、慎十日
- 萬里小路正房：前權大納言、慎三十日
- 正親町三條實愛：權中納言、慎十日
- 有馬範顯：停止上朝